# Архаический Юго-запад
Архаический юго-запад, англ. The Archaic Southwest — термин, включающий археологические культуры юго-запада США в период примерно между 6500 годом до н. э. и 200 годом н. э. Культурам, относящимся к указанному периоду, были свойственны следующие характеристики:
1. сельское хозяйство — люди юго-запада использовали различные стратегии натурального хозяйства. Среди сельскохозяйственных культур — бобы, маис и тыква.
2. отсутствие формальной социальной стратификации, крупных городов, письменности и крупных сооружений.

Наиболее важные археологические культуры АЮЗ включают следующие:
1. Культура Сан-Диегито (6500 год до н. э. — 200 год н. э.)
2. Культура Ошара (5500 год до н. э. — 600 год н. э.)
3. Культура Кочис (до 5000 года до н. э. — 200 год до н. э.)
4. Культура Чиуауа (6000 год до н. э. — 250 год н. э.)

Далеко не все из современных народов юго-запада генетически связаны с указанными культурами. Наиболее важные из индейских народов юго-запада США включают следующие:
1. Юманские народы: долина реки Колорадо, нагорья Колорадо и мексиканский штат Нижняя Калифорния.
2. Оодхам: Южная Аризона и север мексиканского штата Сонора.
3. Пуэбло: некоторые территории Аризоны и Нью-Мексико.
4. Апачи и навахо: происходят от атабаскских народов Канады, переселились на юго-запад будущих США в 16 веке.